# Кызас
Кыза́с (шор. Қыдас) — река в России, протекает по Таштагольскому району Кемеровской области.
Устье реки находится в 158 км от устья реки Мрассу по правому берегу. Длина реки составляет 32 км. Приток — Когасунуг.

## Данные водного реестра
По данным государственного водного реестра России относится к Верхнеобскому бассейновому округу, водохозяйственный участок реки — Томь от истока до города Новокузнецк, без реки Кондома, речной подбассейн реки — Томь. Речной бассейн реки — (Верхняя) Обь до впадения Иртыша.